# Die Spielerin (2005)
Die Spielerin ist ein Fernsehfilm des österreichischen Regisseurs Erhard Riedlsperger aus dem Jahr 2005 nach Motiven des Romans Der Spieler von Fjodor Dostojewski und dem darauf basierenden Drehbuch von Fred Breinersdorfer. Hannelore Elsner spielt die Titelrolle, Erwin Steinhauer und Nina Petri sind in tragenden Rollen besetzt.
Die Erstausstrahlung erfolgte am 17. Juni 2005 beim Fernsehsender Arte.

## Handlung
Die attraktive und wohlhabende Polina Sieveking lernt in einem Hamburger Nobelhotel den Anwalt Friedrich Mühlbichler kennen, der nach einer ersten Annäherung spurlos verschwindet.
Polina, die sich in ihn verliebt hat, findet ihn schließlich in einem schäbigen Hamburger Hotel. Er gibt ihr Geld und bittet sie, genau eine halbe Stunde im Casino für ihn zu spielen, da sie ein Glückskind sei. Polina lehnt zunächst ab, da sie noch nie in einem Casino war, lässt sich dann doch überreden und gewinnt tatsächlich mit der Zahl Null, die erstaunlicherweise zweimal hintereinander kommt. Friedrich ist überglücklich. Bei einem zweiten Versuch in Travemünde verliert Polina jedoch das gesamte Geld wieder. Friedrich gesteht ihr daraufhin, dass er wegen des Delikts der Veruntreuung gesucht werde, und das Geld gebraucht hätte, um sich von dem Verdacht reinzuwaschen, da er unschuldig sei.
Entsetzt muss Polina kurze Zeit später miterleben, wie er verhaftet wird. Als sie ihn im Gefängnis besucht, schmuggelt er ihr eine Vollmacht zu, die es ihr ermöglicht an sein letztes Geld zu kommen, das sie für ihn verwahren soll. Sie will Friedrich helfen und beginnt mit ihrem eigenen Geld zu spielen, betreibt das Spiel systematisch und verliert immer mehr. Ihre Sucht treibt sie in den Ruin, sie endet schließlich in einem billigen Zimmer. In einem letzten verzweifelten Versuch verspielt sie auch Friedrichs eiserne Reserve. Friedrichs Prozess nimmt inzwischen eine positive Wende: seine Angestellte wird nun verdächtigt. Bis zur Klärung durch einen Zeugen aus der Schweiz wird Friedrich freigelassen. Es dauert einige Zeit, bis er Polina in ihrer schäbigen Absteige findet. Er erkennt sofort, dass sie süchtig geworden ist und macht sich Vorwürfe, weil er es war, der sie zum Spielen verleitet hat.
Er bringt sie dazu, sich für ein halbes Jahr in den Spielcasinos sperren zu lassen. Doch Polina kann von ihrer Sucht nicht lassen und beginnt in einem illegalen Casino zu spielen, wo sie weiter Schulden macht. Friedrich stöbert sie dort auf und erliegt selbst dem Reiz des Spiels. Gemeinsam gewinnen sie über 100.000 Euro. Friedrich will unbedingt weiterspielen, doch Polina hat die Stärke aufzuhören.
Am nächsten Tag wird die Angestellte Friedrichs vor Gericht durch einen Zeugen überführt, woraufhin er freigesprochen wird. In der Zwischenzeit verliert Polina, erneut von ihrer Sucht gepackt, den Gewinn vom Vortag. Friedrich findet sie völlig verstört auf dem Dachboden des Casinos, wo sie offensichtlich mit dem Gedanken gespielt hatte, sich hinunterzustürzen.
Behutsam tröstet er sie und führt sie aus dem unwirtlichen Gebäude hinaus.

## Kritik
„Es handelt sich um das beklemmende Psychogramm einer Spielleidenschaft. Hannelore Elsner stellt die von ihrer Sucht getriebene, gedemütigte, verzweifelte und sich selbst belügende Spielerin ohne große Gesten nuanciert und glaubwürdig dar. Wieder einmal beweist sie ihr großes Können als Charakterdarstellerin.“